# Phragmacossia dudgeoni
Phragmacossia dudgeoni is een vlinder uit de familie van de houtboorders (Cossidae). De wetenschappelijke naam van de soort werd voor het eerst geldig gepubliceerd in 1974 door Arora als Phragmataecia dudgeoni.